# Oxford, Michigan
Oxford är en ort (village)  i Oakland County i Michigan. Vid 2010 års folkräkning hade Oxford 3 436 invånare.

## Kända personer från Oxford
- Nathan Gerbe, ishockeyspelare
- Josh Norris, ishockeyspelare